# Charlie Soong
Charles Jones Soong (n. febrero de 1863, 1864 o 1866, m. 3 de mayo de 1918), más conocido como Charlie Soong, fue un chino hakka o kèjiā que alcanzó gran prominencia como misionero metodista y como hombre de negocios. Sus hijos se convirtieron en algunas de las más importantes personalidades de la naciente República de China (1912 - 1949).

## Nombre
Su nombre chino original era, en transcripción pinyin, Hán Jiàozhǔn (chino tradicional: 韓教準, chino simplificado: 韩教准, Wade-Giles: Han Chiao-chun), pero cambió tanto su apellido como su nombre de pila cuando fue adoptado por su tío en los Estados Unidos, adoptando el nombre Sòng Jiāshù (tradicional: 宋嘉樹, simplificado: 宋嘉树, Wade-Giles: Sung Chia-shu).
Como muchos chinos de su época, junto con el nombre de pila usado en el ámbito familiar, utilizaba también un nombre de cortesía (zì) en sus relaciones sociales. Su nombre de cortesía era Sòng Yàorú (耀如, Wade-Giles: Sung Yao-ju). El apellido Song que adoptó correspondía al nombre de una de las principales dinastías de la historia china, la dinastía Song, y él lo escribía en la forma de estilo inglés Soong.
Convertido al cristianismo a los 15 años, adoptó el nombre inglés Charles Jones Soong, aunque siempre sería más conocido por su apelativo familiar Charlie Soong.

## Juventud
Soong nació en la isla de Hainan, —conocida por el contrabando y por su alta belicosidad— como el tercero de los hijos de Hán Hóngyì (tradicional: 韓鴻翼, simplificado: 韩鸿翼), y un tío lejano lo adoptó a los 12 años mientras este trabajaba en Boston. Luego se trasladó por sus propios medios al sur de los Estados Unidos, específicamente a Carolina del Norte en donde un grupo de metodistas lo recibieron en su Iglesia, y lo tomaron bajo sus alas. Fue convertido al cristianismo a la edad de 15. Empezó a estudiar teología cristiana a los 16 o a los 18 (no se sabe a ciencia cierta), y se convirtió en un metodista misionario en 1885. Con la ayuda de Julián Carr, un empresario magnate de Carolina del Norte (Que se convertiría en su padrino económico a lo largo de su vida), pudo financiar sus estudios en Trinity College (Ahora Universidad de Duke), y se convirtió en el primer estudiante internacional que pisó sus aulas en 1880-1881, pero en vista de un problema 'amoroso' con una estudiante de color blanco, los directivos de la institución decidieron trasladarlo después de un año a la Universidad Vanderbilt en donde obtuvo su licenciatura. 
En enero de 1886, volvió a la cruda realidad china, que era gobernada desde 1644 por la Dinastía Qing de origen manchú. Su trabajo era el de fungir como misionero metodista y llevar la palabra de Jesús en una tierra llena de paganos, su habilidad según los metodistas recaía en que Soong era uno de esos paganos convertidos milagrosamente al cristianismo. 
Soong por naturaleza era una persona muy pretenciosa y el trabajo como misionero no era la vida que quería para él, recibía 14 dólares al mes, —algo respetable para la colectividad china que en su gran mayoría vivía con menos de un dólar diario— pero no suficiente para sus ambiciones personales. 
Luego de permanecer varios meses se traslada a Shanghái, en donde gracias a un amigo logra casarse en matrimonio —"arreglado" según las normas chinas— con Ni Kwei-tseng (倪桂珍 Guizhen), hija de padres muy influyentes y adinerados de Shanghái, de forma que de la manera menos esperada la suerte de Charlie Soong cambio.

## Familia Soong
En 1887 Soong deja definitivamente su vida como misionero para dedicarse a algo más lucrativo, imprimir biblias para los chinos de bajos recursos en su idioma chino. Como ya tenía algo de experiencia adquirida en Estados Unidos sobre el manejo y el mantenimiento de una imprenta, a Soong no le fue muy difícil detectar en que adolecía la imprenta tradicional China, que según su visión dedicaba demasiado esfuerzo —y dinero— para confeccionar una simple Biblia, en vez de reducir costos para poder realizar muchas. Es así como con ayuda monetaria de procedencia artificial funda la Imprenta Chino-estadounidense con sede en Shanghái. 
Existen muchos mitos acerca de la fortuna de Charlie Soong, en la actualidad solo existen hipótesis acerca de su proveniencia, una de ellas dice que la familia de Soong (perteneciente a una tríada anti manchú en Hainam) y dedicada al contrabando de fideos, opio y otros productos a lo largo de todo el mar meridional de la China le proveía dinero suficiente para mantenerse. Otra teoría es que gracias a la ayuda de sus cuñados —los cuales también estaban vinculados a otra sociedad secreta en contra de la dinastía Qing de la cual Soong se convirtió en miembro— fueron el pie de soporte del joven chino.
Cabe destacar que, además de publicar biblias, Soong imprimía panfletos y otros documentos en contra de la Dinastía Qing y en relativamente muy poco tiempo se convirtió en un personaje muy influyente y adinerado que hacia oposición a este régimen y proponía un cambio radical.
Ni Kwei-tseng y Charlie Soong tuvieron 6 hijos, que más tarde tendrían un papel destacado en su país, en orden cronológico estos fueron:
- Soong Ai-ling

- Soong Ching-ling

- T. V. Soong (Soong Tse-ven, 子文 Zǐwén;)

- Soong May-ling

- T. L. Soong (Soong Tse-liang, 子良 Zǐliáng)

- T. A. Soong (Soong Tse-an, 子安 Zǐ'ān)